# چیرو دی فرانکو
چیرو دی فرانکو (انگلیسی: Ciro De Franco؛ زادهٔ ۸ اکتبر ۱۹۸۸) بازیکن فوتبال اهل ایتالیا است.
از باشگاه‌هایی که در آن بازی کرده‌است می‌توان به ماترا کالچو اشاره کرد.